# Stenum Sogn
Stenum Sogn er et sogn i Brønderslev Provsti (Aalborg Stift).
I 1800-tallet var Stenum Sogn anneks til Tolstrup Sogn. Begge sogne hørte til Børglum Herred i Hjørring Amt. Tolstrup-Stenum sognekommune blev ved kommunalreformen i 1970 indlemmet i Brønderslev Kommune. 
I Stenum Sogn ligger Stenum Kirke.
I sognet findes følgende autoriserede stednavne:
- Stenbjerg (bebyggelse)
- Stenum (bebyggelse, ejerlav)
- Stenum Hede (bebyggelse)
- Vanggårde (bebyggelse, ejerlav)
- Vitmose Enge (areal)